# Ясковець Олег Олександрович
Оле́г Олекса́ндрович Ясковець (30 липня 1992, с. Руські Тишки, Харківський район Харківської області — 24 лютого 2022, Донецька область) — український військовик, сержант 301-го зенітного ракетного полку Повітряних сил Збройних сил України, учасник російсько-української війни. Кавалер ордена «За мужність» III ступеня (2022, посмертно).

## Життєпис
Олег Ясковець народився 30 липня 1992 року у селі Руські Тишки Харківського району Харківської області.
Проживав у м. Нікополь Дніпропетровської області.
Він вирішив служити в армію для захисту України. Здобував знання в навчальних центрах. У листопад 2021 року був відправлений у зону операції об'єднаних сил на Донбасі. Станом на лютий 2022 року був сержантом 301-го зенітного ракетного полку Повітряних сил Збройних сил України.
24 лютого 2022 року о 5-й ранку по місцю розташування підрозділу на Донеччині завдано першого авіаудару, після чого військовослужбовці почали готуватися до переміщення. О 9-й годині ранку того ж дня по позиціях дивізіону завдано другого авіаудару, під час якого Олег Ясковець зазнав осколкового поранення, через що він загинув.
27 лютого 2022 року відбулося прощання із загиблим з панахидою у храмі святого праведного Петра Калнишевського у м. Нікополь. Поховали Олега Ясковця в Нікополі на Дніпропетровщині.

## Родина
Олег Ясковець був одружений (дружина — Олександра), мав сина Станіслава. Він захоплювався автомобілями, риболовлею, любив проводити час у сімейному та дружньому колі.

## Нагороди
- орден «За мужність» III ступеня (2022, посмертно) — за особисту мужність і самовіддані дії, виявлені у захисті державного суверенітету та територіальної цілісності України, вірність військовій присязі.[3]